# Liga de Campeones de la EHF femenina 2020-21
La Liga de Campeones de la EHF femenina 2020-21 fue la 28ª edición de la máxima categoría de clubes del balonmano femenino. Comenzó el 12 de septiembre de 2020 y finalizó el 30 de mayo de 2021.
La temporada 2020-21 vino precedida por todo lo ocurrido con la pandemia de coronavirus, que hizo imposible que se completase la Liga de Campeones de la EHF femenina 2019-20, y que afectó a la competición en su edición de 2021, haciendo que a algunos equipos se les diese por perdidos partidos de la fase de grupos y de los octavos de final.

## Formato de competición
Los 16 equipos de la Champions estarán divididos en dos grupos de ocho equipos cada uno, pasando los dos mejores equipos de cada grupo a cuartos de final y quedando totalmente eliminados de la competición los dos últimos de cada grupo.
Los cuatro equipos restantes de cada grupo se enfrentarán en un playoff del que saldrán los equipos restantes para los cuartos de final.
Una vez disputados los cuartos de final, se realizará una Final Four, donde se conocerá al campeón de la edición.

## Equipos clasificados
| Grupos A/B          | Grupos A/B              |
| ------------------- | ----------------------- |
| Team Esbjerg        | Brest Bretagne Handball |
| CSM București       | Odense Håndbold         |
| Vipers Kristiansand | RK Podravka             |
| Rostov-Don          | Győri ETO KC            |
| RK Krim             | HBC CSKA Moscú          |
| Ferencváros         | ŽRK Buducnost           |
| Metz Handball       | Borussia Dortmund       |
| SG BBM Bietigheim   | SCM Râmnicu Vâlcea      |

## Fase de grupos

### Grupo A
| Local \ Visitante   | BIE   | BUC   | ESB   | FER   | KRI   | MET   | ROS   | VIP   |
| ------------------- | ----- | ----- | ----- | ----- | ----- | ----- | ----- | ----- |
| SG BBM Bietigheim   | —     | 22–32 | 26–33 | 25–29 | 22–22 | 25–33 | 31–32 | 29–33 |
| CSM București       | 10–0  | —     | 28–26 | 25–19 | 22–22 | 31–26 | 22–27 | 22–29 |
| Team Esbjerg        | 37–29 | 29–30 | —     | 21–24 | 33–23 | 25–28 | 24–25 | 27–27 |
| Ferencváros         | 24–35 | 31–27 | 24–28 | —     | 32–25 | 32–30 | 25–26 | 30–28 |
| RK Krim             | 28–26 | 23–25 | 0–10  | 26–32 | —     | 22–26 | 28–27 | 26–27 |
| Metz Handball       | 36–27 | 25–22 | 31–29 | 30–29 | 33–27 | —     | 27–26 | 28–29 |
| Rostov-Don          | 27–21 | 0–10  | 28–24 | 26–24 | 23–23 | 30–26 | —     | 10–0  |
| Vipers Kristiansand | 10–0  | 30–25 | 28–28 | 26–31 | 37–30 | 0–10  | 23–24 | —     |

| Pos | Equipo              | PJ | PG | PE | PP | GF  | GC  | Dif | Pts | Calificación     |
| --- | ------------------- | -- | -- | -- | -- | --- | --- | --- | --- | ---------------- |
| 1º  | Rostov-Don          | 14 | 10 | 1  | 3  | 331 | 308 | +23 | 21  | Avanza a octavos |
| 2º  | Metz Handball       | 14 | 10 | 0  | 4  | 389 | 354 | +35 | 20  | Avanza a octavos |
| 3º  | CSM București       | 14 | 8  | 1  | 5  | 331 | 309 | +22 | 17  | Avanza a octavos |
| 4º  | Ferencváros         | 14 | 8  | 0  | 6  | 386 | 378 | +8  | 16  | Avanza a octavos |
| 5º  | Vipers Kristiansand | 14 | 7  | 2  | 5  | 327 | 320 | +7  | 16  | Avanza a octavos |
| 6º  | Team Esbjerg        | 14 | 5  | 2  | 7  | 374 | 351 | +23 | 12  | Avanza a octavos |
| 7º  | RK Krim             | 14 | 2  | 3  | 9  | 325 | 375 | -50 | 7   | Avanza a octavos |
| 8º  | SG BBM Bietigheim   | 14 | 1  | 1  | 12 | 318 | 386 | -68 | 3   | Avanza a octavos |

### Grupo B
| Local \ Visitante       | BOR   | BRE   | BUD   | CSK   | GYO   | ODE   | POD   | RAM   |
| ----------------------- | ----- | ----- | ----- | ----- | ----- | ----- | ----- | ----- |
| Borussia Dortmund       | —     | 29–41 | 26–28 | 28–29 | 24–34 | 32–24 | 32–31 | 0–10  |
| Brest Bretagne Handball | 33–33 | —     | 28–28 | 28–30 | 25–25 | 32–21 | 32–25 | 28–21 |
| ŽRK Buducnost           | 31–27 | 22–22 | —     | 22–25 | 21–26 | 27–24 | 33–26 | 29–28 |
| HBC CSKA Moscú          | 25–28 | 25–24 | 27–23 | —     | 27–27 | 27–23 | 30–26 | 30–20 |
| Győri ETO KC            | 38–25 | 27–27 | 34–29 | 31–24 | —     | 32–25 | 43–28 | 38–31 |
| Odense Håndbold         | 32–27 | 24–31 | 30–21 | 26–25 | 32–32 | —     | 35–20 | 25–26 |
| RK Podravka             | 25–26 | 29–33 | 29–26 | 20–26 | 15–33 | 17–33 | —     | 25–27 |
| SCM Râmnicu Vâlcea      | 0–10  | 10–0  | 25–23 | 24–34 | 20–37 | 21–30 | 0–10  | —     |

| Pos | Equipo                  | PJ | PG | PE | PP | GF  | GC  | Dif  | Pts | Calificación     |
| --- | ----------------------- | -- | -- | -- | -- | --- | --- | ---- | --- | ---------------- |
| 1º  | Győri ETO KC            | 14 | 10 | 4  | 0  | 457 | 353 | +104 | 24  | Avanza a octavos |
| 2º  | HBC CSKA Moscú          | 14 | 11 | 1  | 2  | 404 | 350 | +54  | 23  | Avanza a octavos |
| 3º  | Brest Bretagne Handball | 14 | 6  | 5  | 3  | 384 | 349 | +35  | 17  | Avanza a octavos |
| 4º  | Odense Håndbold         | 14 | 6  | 1  | 7  | 384 | 370 | +24  | 13  | Avanza a octavos |
| 5º  | ŽRK Buducnost           | 14 | 5  | 2  | 7  | 363 | 377 | -14  | 12  | Avanza a octavos |
| 6º  | SCM Râmnicu Vâlcea      | 14 | 5  | 0  | 9  | 263 | 319 | -56  | 10  | Avanza a octavos |
| 7º  | Borussia Dortmund       | 14 | 4  | 1  | 9  | 347 | 391 | -44  | 9   | Avanza a octavos |
| 8º  | RK Podravka             | 14 | 2  | 0  | 12 | 326 | 419 | -93  | 4   | Avanza a octavos |

## Fase eliminatoria

### Octavos de final
El 10 de febrero de 2021, el Comité Ejecutivo de la EHF decidió cambiar el formato de competición de la Champions masculina y femenina debido a la situación generada por el COVID-19, que obligó al aplazamiento de partidos y que a algunos equipos se les diesen por perdidos estos, pasando a clasificarse todos los equipos, que se enfrentarían en octavos de final según su posicionamiento en la fase de grupos.
| Equipo 1            | Agr.  | Equipo 2                | Ida   | Vuelta |
| ------------------- | ----- | ----------------------- | ----- | ------ |
| SCM Râmnicu Vâlcea  | 51-54 | CSM București           | 24-33 | 27-21  |
| Team Esbjerg        | 54-63 | Brest Bretagne Handball | 27-33 | 27-30  |
| ŽRK Buducnost       | 50-48 | Ferencvárosi TC         | 22-19 | 28-29  |
| Vipers Kristiansand | 65-62 | Odense Håndbold         | 35-36 | 30-26  |
| RK Podravka         | 44-71 | Rostov-Don              | 20-29 | 24-42  |
| SG BBM Bietigheim   | 48-69 | Győri ETO KC            | 20-37 | 28-32  |
| Borussia Dortmund   | 0-20  | Metz Handball           | 0-10  | 0-10   |
| RK Krim             | 46-47 | CSKA Moscú              | 25-20 | 21-27  |

### Cuartos de final
| Equipo 1                | Agr.      | Equipo 2      | Ida   | Vuelta |
| ----------------------- | --------- | ------------- | ----- | ------ |
| CSM București           | 51-51 (a) | CSKA Moscú    | 32-27 | 19-24  |
| Brest Bretagne Handball | 60-50     | Metz Handball | 34-24 | 26-26  |
| ŽRK Buducnost           | 40-54     | Győri ETO KC  | 19-30 | 21-24  |
| Vipers Kristiansand     | 57-50     | Rostov-Don    | 34-27 | 23-23  |

### Final Four
|  | Semifinales             | Semifinales         |                         |    | Final | Final |
|  |                         |                     |                         |    |       |       |
|  | 29 de mayo              |                     |                         |    |       |       |
|  |                         |                     |                         |    |       |       |
|  | Győri ETO KC            | 23 (2)              |                         |    |       |       |
|  | Győri ETO KC            | 23 (2)              | 30 de mayo              |    |       |       |
|  | Brest Bretagne Handball | 23 (4)              |                         |    |       |       |
|  | Brest Bretagne Handball | 23 (4)              | Brest Bretagne Handball | 28 |       |       |
|  | 29 de mayo              |                     | Brest Bretagne Handball | 28 |       |       |
|  |                         | Vipers Kristiansand | 34                      |    |       |       |
|  | Vipers Kristiansand     | Vipers Kristiansand | 34                      | 33 |       |       |
|  | Vipers Kristiansand     |                     |                         | 33 |       |       |
|  | CSKA Moscú              | 30                  |                         |    |       |       |
|  | CSKA Moscú              | 30                  | 3º Puesto               |    |       |       |
|  |                         |                     |                         |    |       |       |
|  | 30 de mayo              |                     |                         |    |       |       |
|  |                         |                     |                         |    |       |       |
|  | Győri ETO KC            | 32                  |                         |    |       |       |
|  | Győri ETO KC            | 32                  |                         |    |       |       |
|  | CSKA Moscú              | 21                  |                         |    |       |       |

| Liga de Campeones de la EHF femenina 2020-21 |
| -------------------------------------------- |
|                                              |
| Vipers Kristiansand 1.er Título              |